# 55082 Xlendi
55082 Xlendi è un asteroide della fascia principale. Scoperto nel 2001, presenta un'orbita caratterizzata da un semiasse maggiore pari a 2,3282008 UA e da un'eccentricità di 0,0682778, inclinata di 4,55431° rispetto all'eclittica.